# ディズニーランド・リゾート・ピア
ディズニーランド・リゾート・ピア（Disneyland Resort Pier）は、香港の新界大嶼山ペニー湾の香港ディズニーランド・リゾート内にある交通機関である。

## 概要
ウォルト・ディズニー・イマジニアリングによってレトロでエレガントな装飾が施されたビクトリア朝様式で設計されている。また、走行中に桟橋は東と西の道に分かれており、合計3つの搭乗橋が設置されている。

## 歴史
ディズニー・エクスペリエンスは当初、桟橋（ピア、pier）の設置を計画してから、建設された。
また、フェリーのターミナルは2013年6月にオープンし、ウォルト・ディズニー・カンパニーはオープン時にフェリーからのクルーズ観光ゲスト、研究出荷企業の数との間のこの接触を分割するため、2012年に考案し香港ディズニーランド・リゾートとのフェリーの航路を実現、香港ディズニーランド・リゾートにクルーズ客を送迎している。
2016年11月15日、スター・フェリーは、チムシャツイスターフェリーターミナルとの間で、チムシャツイからディズニーへのルートを開始すると発表し、このルートは、11年ぶりにディズニーターミナルで使用される最初のフェリールートになった。